# Cupania emarginata
Cupania emarginata är en kinesträdsväxtart som beskrevs av Jacques Cambessèdes. Cupania emarginata ingår i släktet Cupania och familjen kinesträdsväxter. Inga underarter finns listade i Catalogue of Life.